# 伊達村直
伊達 村直（だて むらなお）は、江戸時代前期の陸奥国仙台藩一門・登米伊達家5代当主。

## 略歴
仙台藩3代藩主・伊達綱宗の四男として誕生。登米伊達家4代当主・伊達宗倫の養子となった。
登米家を継ぐ時、仙台家より「随身像」を持参した。登米神社本門に置かれている。
村直の時の石高は、新田開発などにより家祖白石宗直の頃から5千石増え、約2万石であった。家督は養子・村永（梁川元頼の長男）が継いだ。